# هيروديان
هيروديان أو هيروديانوس (باليونانية: Ἡρωδιανός)‏ من سوريا، يشار إليه أحيانًا باسم «هيروديان أنطاكية» (حوالي 170 - حوالي 240)، كان موظفًا حكوميًا رومانيًا ثانويًا كتب تاريخًا غنيًا باليونانية بعنوان تاريخ الإمبراطورية من موت ماركوس (τῆς μετὰ Μάρκον βασιλείας ἱστορία) في ثمانية كتب تغطي السنوات من 180 إلى 238. عمله غير موثوق به تمامًا مع أن وصفه غير المتحيز نسبيًا عن إيل جبل أكثر فائدة من عمل كاسيوس ديو. ربما كان هيروديان نفسه سوريًا (ربما من أنطاكية) ويبدو أنه عاش لفترة طويلة من الزمن في روما، ولكن ربما بدون أن يشغل أي منصب عام. نلاحظ من عمله الحالي أنه كان لا يزال يعيش في سن متقدمة في عهد غورديان الثالث، الذي اعتلى العرش عام 238. أبعد من ذلك، لا شيء معروف عن حياته.
يكتب هيروديان (1.1.3؛ 2.15.7) أن الأحداث الموصوفة في تاريخه حدثت خلال حياته. يغطي فوتيوس (Codex 99) مخططًا تفصيليًا لمحتويات هذا العمل ويمرر حوارًا ممتعًا عن أسلوب هيروديان، والذي يصفه بأنه واضح وقوي ومقبول ويحافظ على وسط سعيد بين التجاهل التام للفن والأناقة والاستخدام الغزير للديكورات والجمال التي كانت تُعرف باسم العلية، وكذلك بين الجرأة والبهجة. يبدو أنه استخدم ثوقيديدس كنموذج إلى حد ما، سواء للأسلوب أو للتكوين العام لعمله، وغالبًا ما قدّم الخطب التخيلية كليًا أو جزئيًا. ومع وجود أخطاء عرضية في التسلسل الزمني والجغرافيا، فإن روايته في الأساس صادقة وغير متحيزة[بحاجة لمصدر]. ومع ذلك، فقد اتهمه البعض[من؟] بإظهار تحيز كبير جدًا لبرتيناكس.